# Дворец культуры «Выборгский»
Дворе́ц культу́ры «Выборгский» — дворец культуры, построенный в 1924—1927 году авторами первого в стране Дворца культуры имени Горького архитекторами А. И. Гегелло и Д. Л. Кричевским и окончательно завершённый в 1970-х годах. Выявленный объект культурного наследия России.
Назван по месту расположения на Выборгской стороне.
Расположен в Выборгском районе Санкт-Петербург рядом с одноимённой с ним станцией метро и станцией метро «Площадь Ленина», на улице (Комиссара Смирнова, дом № 15, лит. А, Б, В).

## История
Изначально на этом месте находился недостроенный дом Выборгского кооперативного товарищества, построенный в 1913—1916 годах по проекту архитекторов Зазерского и Старостина. А к 10-летию Октября архитекторы А. И. Гегелло и Д. Л. Кричевским (также в разных источниках упоминаются Г. А. Симонов и М. И. Китнер) строят дворец культуры с использованием существующего здания. Строительство началось в 1924 году, и закончилось к дню празднования 10-летия Октябрьской революции. В строительстве активно участвовали рабочие Выборгской стороны, ВДК стал для них местом сосредоточения культурной жизни. Возводилось здание на основании недостроенного дома для Выборгского кооперативного товарищества. Сооружение было создано в модном тогда стиле конструктивизма.
- Гегелло занимался перестройкой до 1927 года.
- В 1937 году его передали профсоюзу военно-металлической промышленности, что не было последним изменением[4].
- В 1970-х была проведена реконструкция.
- В 1978 году ДК был переименован в дворец культуры и техники, а через двадцать лет просто в дворец культуры.
- В 2005 году был начат процесс по реконструкции дворцового здания. Предполагалось не только надстроить его в ввысь, но и приспособить примыкающие жилые дома под гостиницу и бизнес-центр, а также достроить дополнительный жилой дом в 25 этажей со встроенными помещениями, состоящий из четырёх секций. Предполагалось, что площадь участка, которую займет дом, составит 2460 кв. метров. Все мероприятия согласно плану должны были завершиться к 2011 году.

Зал дворца культуры «Выборгский» вмещает две тысячи зрителей. Сегодня в нём представляют свои работы многочисленные звезды эстрады и классического музыкального искусства, демонстрируют спектакли известнейшие театры России и Европы, привозят и антрепризные постановки.
Площадь участка, принадлежащего ДК, составляет 4758 кв. метров. Большую часть его занимает открытое культурное пространство — Выборгский сад.
В настоящее время действуют:
- Библиотека.
- Театр моды
- Эстрадно-вокальная студия «Фьюжн».
- Детский танцевальный ансамбль «Карусель»
- Народный театр юного зрителя.
- Первый и старейший города и страны клуб фотолюбителей. Был организован в 1953 году. Из стен фотоклуба в прошлом вышли такие известные фотографы и фотожурналисты, как Олег Макаров, Геннадий Копосов, Лев Шерстенников, Владимир Богданов, Виктор Якобсон, Валентин Голубовский, Александр Дроздов,Вадим Егоровский, Олег Миронец, Тамара Вишнякова, Сергей Компанийченко, Борис Смелов, Александр Китаев, Елена Скибицкая, Валентин Самарин и другие[5][6].